# Slaget vid Trzciana
Slaget vid Trzciana (även känt som Slaget vid Honigfelde, Slaget på Stuhmer Heide eller Slaget vid Sztum) var ett fältslag under det Andra polska kriget, som stod mellan en tysk-polsk-litauisk ryttararmé under befäl av Stanisław Koniecpolski och Johann Georg von Arnim och en svensk armé under befäl av kung Gustav II Adolf vid byn Trzciano i Kungliga Preussen.

## Bakgrund
I början av 1629 fick den polske kungen Sigismund militärt stöd från kejsar Ferdinand II. Förstärkningarna, som bestod av 5 000 fotsoldater och ryttare under ledning av Hans Georg von Arnim, som tidigare varit i svensk tjänst, anlände till Preussen i slutet av våren 1629 och slog läger nära Grudziądz. Gustav II Adolf anlände till Preussen i maj efter att ha övervintrat i Sverige. Flera skärmytslingar bröt ut, varav en utspelade sig den 25 juni 1629 vid byn Honigfelde (dagens Trzciano) söder om Sztum, där Gustav Adolf ledde sin armé på 4.000 ryttare och 5.000 fotsoldater från Malbork mot de kejserliga och polska trupperna.

## Slaget
Gustav Adolfs ursprungliga syfte var att förhindra den ena sidan från att förenas med den andra, men detta misslyckades och Gustav blev tvungen att dra sig tillbaka till Marienburg för att undvika de överlägsna trupperna. Den polske hetmanen Koniecpolski och von Arnim upptäckte svenskarnas reträtt och började förfölja svenskarna med en styrka på 1 300 husarer, 1 200 lätta ryttare och 2 000 tyska reiters. De han ikapp svenskarna vid Honigfelde.
När Gustav Adolf blev varse om polackernas ankomst beordrade han att greve Otto Ludwigs trupper skulle fortsätta sin marsch. Otto Ludwig vägrade att följa ordern och istället intog slagställning vid Honigfelde med 1950 ryttare, 60 fotsoldater och 10 läderkanoner. Samtidigt beordrade Koniecpolski sina kosackiska ryttare att avancera genom skogen nordväst om Sadowe och hans husarer skulle göra en flankmanöver bakom kullarna sydost om Honigfelde. Von Arnims långsammare och tyngre kavalleriregementen var sist att nå slagfältet och förberedde sig för att göra ett frontalangrepp mot svenskarna.
De svenska läderkanonerna började beskjuta de annalkande kosackerna när dessa kom ut ur skogen och Ludwig beordrade sina ryttare att anfalla dem. Ludwigs ryttare fick övertaget och började driva de underlägsna kosackerna tillbaka mot skogen. Vid denna tidpunkt anlände de bevingade husarerna från deras flankmanöver. Ett fåtal kompanier skickades ut för att anfalla det svenska artilleriet och de 60 fotsoldaterna som beskyddade dem, men de flesta anföll istället Ludwigs ryttare.
Ludwigs ryttare blev snabbt nedkämpade när husarerna stormade deras flank och rygg och flydde i stor oordning norrut mot resten av den svenska armén. Gustav Adolf kom för att hjälpa Ludwig och anföll polackerna med Zacharias Paulis skvadron och Reinhold Anreps finska skvadron på 700 ryttare. Men de flesta av dessa blev demoraliserade av förtruppens flykt, och började också fly undan fienden. Gustav Adolf var nu i fara när han och hans resterande ryttare förföljdes av polska kosacker. Han var nära att bli tillfångatagen av en kosack, men flydde när en av hans officerare, Erik Soop, sköt ner angriparen och räddade kungen så att denne kunde återförenas med resten av sitt kavalleri.
Situationen var kritisk för svenskarna när dessa kom till byn Straszewo, men fältmarskalk Herman Wrangel stabiliserade situationen under en kort tid genom att anfalla de förföljande polackerna med hela sin styrka på 2 150 ryttare. Detta gav Gustav Adolf tid att samla ihop 1 000 flyende ryttare och återvända till striden. Von Arnims kyrassiärer och Koniecpolskis husarer anföll på nytt och svenskarna blev tillbakaslagna, men denna gång retirerade de i bättre ordning. Svenskarna började därefter dra sig tillbaka till Pułkowice, där de svenska gardekyrassiärerna och Streiffs skvadron på 750 man intog försvarsposition.
Under svenskarnas reträtt blev de utsatta för en våldsam förföljelse. När de närmade sig Pułkowice blev de undsatta av Streiffs skvadron, som anföll de polska ryttarna. Striden nådde nu ett dödläge tills von Arnim återigen kom ifatt sina kyrassiärer och vände striden mot svenskarna. Svenskarna drog sig tillbaka på nytt, denna gång till Nowa Wieś där infanteriet på 1 260 man med 8 kanoner hade intagit position vid en flodkorsning och utan alltför mycket besvär kunde hålla tillbaka det uttröttade polsk-kejserliga kavalleriet tills det blev mörkt. Följande dag kunde svenskarna dra sig tillbaka ostört till Malbork.

## Efter slaget
Det svenska kavalleriet led stora förluster under slaget, med omkring 600 döda och 200 tillfångatagna av polackerna, däribland många höga officerare och 1 300 av 5 500 hästar. Det svenska infanteriet förblev dock mestadels intakt, och styrkeförhållandena under kriget var i stort sett oförändrade. Ett nytt polsk anfall av Koniecpolski den 15 juli slogs tillbaka, samt ytterligare ett den 9 augusti vid Żuławy Elbląskie när en demoraliserad polsk trupp försökte leta efter mat.
Strax senare anlände utländska diplomater till Warszawa och undertecknade stilleståndet i Altmark som avslutade striderna under det Andra polska kriget.